# Guido Bosio (calciatore 1911)
Guido Bosio (Golasecca, 1º giugno 1911 – Verona, 17 ottobre 1963) è stato un calciatore italiano, di ruolo attaccante.

## Carriera
Cresciuto nel Torino dove diciannovenne ha esordito in Serie A a Modena il 18 maggio 1930 nella gara Modena-Torino (2-1). È poi è passato al Brescia e con le rondinelle ha giocato nel massimo campionato una partita, il 22 maggio 1932, nella sconfitta subita in Bologna-Brescia (6-1). Ha poi giocato un paio di stagioni a Civitavecchia, società che lascia nel 1934, e chiuso la carriera giocando alcune stagioni a Crema. Essendo omonimo del calciatore Guido Bosio (nato nel 1899) veniva anche citato come Bosio II.
Alcune fonti riportano che a militare nel Torino tra il 1929 ed il 1931 fosse in realtà l'omonimo Guido Bosio nato nel 1899.